# Neopets
Neopets é um programa estadunidense de simulação de animais de estimação virtuais. Seu lançamento foi em 15 de novembro de 1999,[carece de fontes?] tendo como programador geral e criador das histórias Adam Powell e  a artista Donna Willians. Neopets começou como um site pouco conhecido, mas rapidamente cresceu para se tornar  um dos sites mais populares entre crianças, adolescentes e adultos do mundo.
Os jogadores, chamados de "neopianos", devem cuidar de seus neopets, alimentando-os e brincando com eles, caso o contrário o ânimo deles diminuirá, fazendo com que eles não queiram participar de certas atividades. Os usuários também podem jogar os jogos disponíveis no site para ganhar "neopontos", abreviado de NP, a moeda corrente do jogo, que pode ser usada para uma variedade de coisas, como comprar itens de batalha, comida ou participar de jogos de chance. O jogo também é educativo, incentivando a economia para a realização de metas, e o uso da Bolsa de Valores. No verão de 2007 (ano 9 no neopets) foi introduzido o NC Mall, loja especial onde é usado o NC Cash, moeda adquirida com dinheiro real.
Apesar da companhia possuir sua base nos Estados Unidos, seus fundadores são britânicos e o site original mantém o texto escrito em inglês britânico. Além do inglês, desde agosto de 2004, o site está disponível traduzido (ou parcialmente traduzido, já que alguns locais ou situações continuam em inglês) em outras nove línguas, inclusive o português. Em junho de 2005, o site Neopets foi comprado pela Viacom, e em março de 2014, a Viacom vendeu o Neopets para a JumpStart.
Em julho de 2023, Neopets está oficialmente sob nova propriedade, e não é mais propriedade ou operada pela JumpStart Games ou NetDragon. A nova entidade é a World of Neopia, Inc., e seu CEO é Dominic Law, o chefe anterior do projeto Neopets Metaverso. 

## Jogabilidade
O jogo se passa em "Neopia", o planeta fictício onde vivem os neopets que é dividida em 19 áreas, como por exemplo Virtupets, onde habitam os grundos, escravizados pelo Dr. Sloth. Mas também existem lugares muito felizes em Neopia, como a Ilha Roo, onde fica a Sala De Jogos; essa ilha é habitada por um rei muito divertido e brincalhão! Se você prefere passear por lugares mais aterrorizantes, a cidade de Neovia (a cidade fantasma de Neopets) é um ótimo lugar, com histórias medonhas para contar.
No site você também pode interagir com outros jogadores por meio dos neofóruns e pelo sistema de e-mail de neopets nomeado de Neomail (é necessário ser maior de 13 anos ou adquirir o Consentimento dos Pais para tudo isso, de acordo com a lei estadunidense COPPA).

### Jogos
Os jogadores podem ganhar neopontos jogando jogos. Os jogos tem vários gêneros diferentes que incluem: ação, quebra-cabeça, azar e sorte. A maioria dos jogos tem um número de neopontos ganhos definidos e também ganham troféus no perfil se a sua pontuação entrar na lista mundial. Os jogadores também podem participar de concursos feitos pela equipe para mostrar seu talento. Buscas de items podem ser feitos para NPC's (Non-Player Characters - personagens não jogáveis) específicos. Há competições mensais que duram quatro semanas com eliminatórias.

### Economia
A economia em Neopia é baseada nos Neopontos. Os jogadores podem trocar dinheiro real por Neocrédito, usado exclusivamente no Centro NC, no entanto, Neopontos não podem ser trocador por Neocrédito e vice e versa para manter o Neopets justo. Os jogadores podem ganhar neopontos com jogos, venda de artigos (através das lojas de usuários, leilões e o posto de trocas), eventos aleatórios e outras transações. Uma vez ganhos, eles podem ser guardados no Banco Nacional de Neopia, que possui uma taxa de juros de 10,5% ao ano.
Neopia, sendo um mundo virtual e de recursos infinitos (com exceção, é claro, de artigos retirados e de edição limitada), não possui o valor dos itens determinado pela raridade dos supostos recursos usados para fazê-los, mas sim pela raridade, ou seja, pelo quão frequentemente estão disponíveis para compra.

### Coleções
Os usuários neopianos podem colecionar selos (que vão para o Álbum de Selos), cartões colecionáveis (localizados no Neobaralho), avatares secretos (que podem ser usados nos neofóruns), temas do site, troféus de jogos, itens na galeria, etc.

### Comunidade
Neopets tem uma comunidade para que usuários se comuniquem com os outros. Cada usuário tem seu próprio perfil e podem editá-lo em HTML ou CSS. São representados pelos avatares fornecidos pelo site, já que eles não podem fazer upload dos próprios. Os usuários podem mandar pedidos de "neoamigos" ou bloquear outros para não receberem mensagens deles. Em um acordo com a COPPA, usuários menores de 13 anos de idade não poderão acessar nenhuma ferramente comunitária no site sem o consentimento dos pais via fax. Os principais recursos incluem:
- NeoMail, um sistema de mensagens privadas no jogo que permite mandar mensagens para outros jogadores.
- Neofórum, um fórum público de discussão. Os usuários podem personalizar suas assinaturas.
- Associações, grupo de usuários com gostos semelhantes.

Nos Neofóruns, não são permitidos mensagens como "namoro" ou romance e discussões com temas polêmicos, como religião e política. A moderação é realizada por funcionários pagos, e os usuários podem ajudar denunciando mensagens inadequadas ou ofensivas. As mensagens também são filtradas automaticamente para evitar que postem mensagens com palavrões e/ou conteúdos obscenos.

## Vazamentos de dados
Em 2016, o Neopets foi alvo de um vazamento que expôs informações de milhões de usuários, incluindo nomes de usuário, senhas e e-mails. A brecha, ocorrida em 2012, só foi descoberta anos depois, evidenciando fragilidades na segurança da plataforma à época.
Em julho de 2022, um novo incidente expôs dados de cerca de 69 milhões de usuários, como nomes, e-mails, datas de nascimento e senhas criptografadas. Os invasores também relataram acesso aos sistemas internos do jogo, permitindo alterações em elementos como créditos e atributos dos pets virtuais.
Os vazamentos recorrentes Neopets geraram preocupações devido ao público jovem do jogo, formado por crianças e adolescentes, uma vez que a a exposição de informações pessoais aumenta o risco de fraudes e engenharia social.

.